# Neu Gaarz
Neu Gaarz är en ortsteil i kommunen Jabel i Landkreis Mecklenburgische Seenplatte i förbundslandet Mecklenburg-Vorpommern i Tyskland. Neu Gaarz var en kommun fram till 1 januari 2015 när den uppgick i Jabel. Kommunen Neu Gaarz hade 87 invånare 2014.